# إيمان سند
ايمان سند هي كاتبة مصرية الجنسية، هي رئيس المركز القومي لثقافة الطفل.

## مؤلفاتها

### قصص
| الاسم                                                 | دار النشر                                                   | تاريخ النشر | عدد الصفحات | ردمك ISBN            | المصدر            |
| ----------------------------------------------------- | ----------------------------------------------------------- | ----------- | ----------- | -------------------- | ----------------- |
| «الأميرة عالية و السيف المسحور»                       | الهيئة المصرية للكتاب                                       | 2018        | 68          | (ردمك 9789779118888) | [ 4 ] [ 5 ] [ 6 ] |
| «إنر ..بلاغة الحجر»                                   | دار الهلال                                                  | 2012        | 93          |                      | [ 7 ] [ 8 ] [ 9 ] |
| «فرح تعرف الألوان»                                    | دار نهضة مصر                                                | 2016        | 32          |                      | [ 10 ]            |
| «حكايات نورا: نورا تدخل الإنتخابات»                   | أطلس للنشر والإنتاج الإعلامي                                | 2009        | 16          | (ردمك 13978)         | [ 11 ] [ 12 ]     |
| «سلسلة من كنوز الخيال: الأميرة لا تنتظر»              | أطلس للنشر والإنتاج الإعلامي                                | 2009        | 64          |                      | [ 13 ]            |
| «شجرة الحرير»                                         | هلا للنشر والتوزيع السلسلة: كائنات في خطر                   | 2004        | 15          | (ردمك 9773569808)    | [ 14 ] [ 15 ]     |
| «إختفاء زهرة الخشخاش»                                 | هلا للنشر والتوزيع السلسلة: كائنات في خطر                   | 2010        |             |                      | [ 16 ]            |
| «السلحفاة الخضراء»                                    | هلا للنشر والتوزيع السلسلة: كائنات في خطر                   | 2007        | 20          | (ردمك 9773562469)    | [ 17 ] [ 18 ]     |
| «حكايات نورا: نورا في السوق»                          | هلا للنشر والتوزيع السلسلة: كائنات في خطر                   | 2009        | 25          |                      | [ 19 ] [ 20 ]     |
| «حكايات نورا: نورا في المتحف»                         | هلا للنشر والتوزيع السلسلة: كائنات في خطر                   | 2009        | 23          |                      | [ 21 ] [ 22 ]     |
| «دولفين صغير»                                         | هلا للنشر والتوزيع السلسلة: كائنات في خطر                   | 2007        | 15          | (ردمك 977356228)     | [ 23 ] [ 24 ]     |
| «الغزال الأبيض»                                       | هلا للنشر والتوزيع السلسلة: كائنات في خطر                   | 2006        | 15          | (ردمك 9773562093)    | [ 25 ] [ 26 ]     |
| «أولاد وبنات»                                         | أطلس للنشر والإنتاج الإعلامي السلسلة: حكايات نورا           | 2009        | 26          | (ردمك 9773569808)    | [ 27 ] [ 28 ]     |
| «اختفاء زهور الخشخاش (محاولة سرقة أهم أعمال فان جوخ)» | مكتبة الدار العربية للكتاب                                  | 2010        | 204         | (ردمك 9789772936394) | [ 29 ] [ 30 ]     |
| «كن صديقي»                                            | أطلس للنشر والإنتاج الإعلامي السلسلة: حكايات نورا           | 2009        | 15          | (ردمك 9773569808)    | [ 31 ] [ 32 ]     |
| «الدب دوجا»                                           | هلا للنشر والتوزيع السلسلة: كأئنات في خطر                   | 2007        | 15          | (ردمك 9773562077)    | [ 33 ] [ 34 ]     |
| «وقالت العرافة»                                       | دار الأدهم للنشر والتوزيع                                   | 2014        |             |                      | [ 35 ] [ 36 ]     |
| «الأميرة لا تنتظر»                                    | دار الطلائع للنشر والتوزيع والتصدير السلسلة: من كنوز الخيال | 2009        | 64          |                      | [ 37 ] [ 38 ]     |
| «يوميات عنكبوت»                                       | مناهج العالمية السلسلة: القصص التربوية 2                    | 2010        | 30          | (ردمك 9786038070017) | [ 39 ] [ 40 ]     |
| «دعاء الصياد»                                         | مناهج العالمية السلسلة: القصص التربوية 2                    | 2010        | 30          | (ردمك 9786038070024) | [ 41 ] [ 42 ]     |
| «مغارة علي بابا»                                      | مناهج العالمية السلسلة: القصص التربوية 2                    | 2010        | 30          | (ردمك 9786038070031) | [ 43 ] [ 44 ]     |
| «قصة قلم»                                             | مناهج العالمية السلسلة: القصص التربوية 2                    | 2010        | 26          | (ردمك 9786038070000) | [ 45 ] [ 46 ]     |
| «البطة تعرف القمر»                                    | المستقبل للتعليم الالكترونى والمطبوع                        | 2021        | 26          | (ردمك 9773569808)    | [ 47 ]            |
| «نورا تحب العالم»                                     | أطلس للنشر والإنتاج الإعلامي                                | 2009        | 26          |                      | [ 48 ]            |
| «أحمس نفرتاري.. أمير الجهاد»                          | هلا للنشر والتوزيع السلسلة: كأئنات في خطر                   | 2008        |             |                      | [ 49 ]            |
| «فارس في بلاد الأقزام»                                | الدار المصرية اللبنانية                                     | 2008        |             |                      | [ 50 ]            |
| «مدرسة نظيفة .. شارع جميل»                            | مكتبة الدار العربية للكتاب                                  | 2008        | 25          |                      | [ 51 ]            |

- «مزرعة الجد نعمان» الهيئة المصرية العامة للكتاب (2006).
- «فيل صغير» (2007).
- «أفضل عمل» (2007).
- «دمنه والكلب» (2007).
- «كنز جدتي» (2007).
- «الحقيبة» (2007).
- «السندباد» (2007).
- «ثوب جديد» (2007).
- «علي والسباق» (2007).
- «سلحفاتي» (2007).
- المهرج- كرة قدم (2007).
- بيت العصفورة- ساعة عيد الميلاد (2008).
- «الأميرة لا تنتظر» (2009).
- «عنترة الصغير».
- «فتافيت السكر».
- «سمكة عجيبة».
- «دمية بقدم واحدة».
- «الغزالة غوسا».
- «عقلة الإصبع».
- «أقزام الجسر الخشبى».
- «كيس ملك».
- «إنر.. بلاغة الحجر» (فبراير-2012).
- «منقورع فرعون الثورة».
- «الأميرة عالية والسيف المسحور»(2013).
- «جزيرة القرصان».
- «وقالت العرافة» مجموعة قصصية، دار الأدهم (2014).[52]
- «وقالت العرافة» الطبعة الثانية مجموعة قصصية، (2015).
- قصص «السرب» (2019).[53]

### كتب
- تعلم والعب مع الحروف - الهيئة المصرية العامة للكتاب.

### روايات
- «سرقة زهور الخشخاش» (2010) و«تاج محل».
- «حجر رشيد» عن دار روزنامة، مترجمة بعدة لغات، (2015).

## التكريم
- نالت شهادة تقدير من المركز الثقافى اليابانى تقديرا لجهودها وتعاونها في إحداث تبادل ثقافى بين المركز اليابانى ورواد الثقافة المصريين وخاصة في مجال (فن الأوريجامى) (2011).
- التد رع قناة الشرقية بالشارقة للمشاركة الثقافية في معرض كتاب الشارقة نوفمبر 2014.
- تم منح الكاتبة إيمان سند ميدالية جامعة القاهرة للإهتمام بشباب المبدعين، وتشجيع انتاجهم من خلال المسابقات التي يقيمها المركز القومى لثقافة الطفل فبراير 2015.
- قامت لجنة التراث التابعة لجامعة الدول العربية، ولجنة حقوق الملكية الفكرية بتكريم الكاتبة لمجهوداتها في مجال الطفولة، واسهاماتها في الاهتمام بالطفل المصرى، واهدتها درع وميدالية اللجنة، والجامعة فبراير 2015.

## العضويات
- عضو نوادي اليونسكو.
- عضو اتحاد كتاب.
- رئيسة المركز القومي لثقافة الطفل.[54][55]
- عضو لجان المجلس الأعلى للثقافة (لجنة التربية) و (لجنة الطفل).
- عضو لجان المشاهدة بمهرجان سينما الأطفال الحادى والعشرين.[56][57][58]